# Ængstelige Egern
Ængstelige Egern (engelsk: Scaredy Squirrel) er en canadisk animeret tv-serie baseret meget løst på Scaredy Squirrel-bogserien af Mélanie Watt.

## Danske stemmer[1]
- Jens Sætter-Lassen som Ængstelige Egern
- Jon Gudmand Lei Lange som David
- Cecilie Stenspil som Dr. Turnenkopf, Fru Nestors Bedstemor, Gedeskæg Mor, Mor, Sally Fishlips og Zandra